# Celep (Turkije)
Celep (Koerdisch: Calabe of Sewko) is een dorp in Turkije op circa 100 kilometer van de stad Konya.
Celep is een dorp in het district Kulu. In 2019 woonden er 1.674 mensen.

## Geschiedenis
In de jaren 1830 vestigden Koerdische nomaden zich in het gebied dat tegenwoordig Celep wordt genoemd. De meeste mensen die oorspronkelijk uit Celep komen wonen in Europa, voornamelijk in Zweden en Denemarken. De bewoners uit dit dorp zijn Koerden die behoren tot de Reswan stam en komen oorspronkelijk uit het zuidoostelijke gedeelte van Turkije.

## Etymologie
De naam Celep betekent "de persoon die te maken heeft met slachtdieren" of "veehandelaren". De inwoners zeggen dat het woord "witte kameel" betekent en hebben daarom een metalen ornament van een kameel bij de ingang van het dorp.

## Economie
De meerderheid van de bevolking in de gemeente houdt zich bezig met landbouw en veeteelt. De geteelde producten zijn tarwe, gerst en komijn. Het is de laatste jaren steeds belangrijker geworden in de fokkerij. Landbouw wordt gedaan met moderne apparatuur. Het aantal werknemers dat in het buitenland werkt, is groter dan het aantal inwoners van de gemeente. Dit heeft in Celep aanzienlijk bijgedragen met de economie en ontwikkeling.